# Боевой состав японской императорской армии в Советско-японской войне
Боевой состав японской императорской армии в советско-японской войне (1945) — формирования ВС Японии, участвовавшие в Советско-японской войне.
Японская императорская армия имела свои особенности. Например, Квантунская армия больше соответствовала группе армий, фронт соответствовал собственно армии, а армия более представляла из себя армейский корпус.
Квантунская армия — главнокомандующий генерал Ямада, Отодзо, начальник штаба генерал-лейтенант Хата Хикосабуро.
- 1-й фронт — командующий генерал Кита Сэйити, начальник штаба генерал-майор Сакураи Рэдзо

В непосредственном подчинении.
- - 122-я пехотная дивизия — генерал-лейтенант Акасика Тадаси
  - 134-я пехотная дивизия — генерал-лейтенант Исэки Мицуру
  - 139-я пехотная дивизия — генерал-лейтенант Томинага Киодзи[яп.]

- - 3-я армия — командующий генерал-лейтенант Мураками Кэйсаку, начальник штаба генерал-майор Икетани Хандзиро
    - 79-я пехотная дивизия — генерал-лейтенант Ота Садааки
    - 112-я пехотная дивизия — генерал-лейтенант Накамура Дзекидзё
    - 127-я пехотная дивизия — генерал-лейтенант Кога Рюйтаро
    - 128-я пехотная дивизия — генерал-лейтенант Мидзухара Ёсисигэ
    - 132-я отдельная смешанная бригада — генерал-майор Онитакэ Гоити

- - 5-я армия — командующий генерал-лейтенант Симидзу Норицунэ, начальник штаба генерал-майор Кавагоэ Сигесада
    - 124-я пехотная дивизия — генерал-лейтенант Сиина Масатаке
    - 126-я пехотная дивизия — генерал-лейтенант Номидзо Кадзухико
    - 135-я пехотная дивизия — генерал-лейтенант Хитоми Ёити
    - 15-я пограничная бригада

- 3-й фронт — командующий генерал Усироку, Дзюн, начальник штаба генерал-майор Оцубо Кадзума

В непосредственном подчинении.
- - 108-я пехотная дивизия — генерал-лейтенант Иваи Торадзиро[яп.]
  - 136-я пехотная дивизия — генерал-лейтенант Накаяма Макото
  - 79-я отдельная смешанная бригада — генерал-майор Окабэ Тору
  - 130-я отдельная смешанная бригада — генерал-майор Кувата Тейдзо
  - 134-я отдельная смешанная бригада — генерал-майор Гото Сюндзо
  - 1-я отдельная танковая бригада — генерал-майор Ано Ясумити
  - 22-я отдельная бригада ПВО — генерал-майор Цуда Тамау

- - 30-я армия — командующий генерал-лейтенант Иида, Сёдзиро, начальник штаба генерал-майор Като Митио
    - 39-я пехотная дивизия — генерал-лейтенант Саса Синосукэ
    - 125-я пехотная дивизия — генерал-лейтенант Имари Тацуо
    - 138-я пехотная дивизия — генерал-лейтенант Ямамото Цутоми
    - 148-я пехотная дивизия — генерал-лейтенант Суэмицу Мотохиро

- - 44-я армия — командующий генерал-лейтенант Хонго Ёсио, начальник штаба генерал-майор Обата Нобуйёси
    - 63-я пехотная дивизия — генерал-лейтенант Кисикава Кинити
    - 107-я пехотная дивизия — генерал-лейтенант Абэ Коити
    - 117-я пехотная дивизия — генерал-лейтенант Судзуки Хираку
    - 9-я отдельная танковая бригада

- 17-й фронт — командующий генерал-лейтенант Кодзуки Ёсио, начальник штаба генерал-лейтенант Иихара Дзюнтаро

В непосредственном подчинении.
- - 120-я пехотная дивизия — генерал-лейтенант Янагава Синити
  - 150-я пехотная дивизия — генерал-лейтенант Мисима Гиитиро
  - 160-я пехотная дивизия — генерал-лейтенант Ямаваки Масао
  - 320-я пехотная дивизия — генерал-лейтенант Ясуми Кинсабуро
  - 127-я отдельная смешанная бригада — генерал-майор Сакаи Такэси

- - 34-я армия — командующий генерал-лейтенант Кусибути Сэнити, начальник штаба генерал-майор Кавамэ Таро
    - 59-я пехотная дивизия — генерал-лейтенант Фудзита Сигэру
    - 137-я пехотная дивизия — генерал-лейтенант Акияма Ёсимити
    - 133-я отдельная смешанная бригада — генерал-майор Харада Сигэкити

- - 58-я армия — командующий генерал-лейтенант Нагацу Садасиге, начальник штаба генерал-майор Кисаки Хисаси
    - 96-я пехотная дивизия — генерал-лейтенант Тамада Ёсио
    - 111-я пехотная дивизия — генерал-лейтенант Ивасаки Тамио
    - 121-я пехотная дивизия — генерал-лейтенант Масаи Ёсихито
    - 108-я отдельная смешанная бригада — генерал-майор Хираока Рики

- 4-я отдельная армия — командующий генерал-лейтенант Уэмура Микио, начальник штаба генерал-майор Оно Такеки
  - 119-я пехотная дивизия — генерал-лейтенант Сиодзава Киёнобу
  - 123-я пехотная дивизия — генерал-лейтенант Китадзава Тэйдзиро
  - 149-я пехотная дивизия — генерал-лейтенант Сасаки Тоити
  - 80-я отдельная смешанная бригада — генерал-майор Номура Токие
  - 131-я отдельная смешанная бригада — генерал-майор Убэ Ёцуо
  - 135-я отдельная смешанная бригада — генерал-майор Хамада Юносукэ
  - 136-я отдельная смешанная бригада — генерал-майор Цутия Наодзиро

- 5-й фронт (Сахалин, Курильские острова) — командующий генерал-лейтенант Хигути, Киитиро, начальник штаба генерал-лейтенант Хаги Сабуро
  - 7-я пехотная дивизия — генерал-лейтенант Които Гёити
  - 42-я пехотная дивизия — генерал-лейтенант Сано Тората
  - 77-я пехотная дивизия — генерал-лейтенант Накаяма Масайясу
  - 88-я пехотная дивизия — генерал-лейтенант Минэки Тоихиро
  - 89-я пехотная дивизия — генерал-лейтенант Огава Гонносуке
  - 91-я пехотная дивизия — генерал-лейтенант Цуцуми Фусаки
  - 101-я отдельная смешанная бригада — генерал-майор Кацура Асихико
  - 129-я отдельная смешанная бригада — генерал-майор Нихо Сусумо